# Myrmecia cydista
Myrmecia cydista is een mierensoort uit de onderfamilie van de Myrmeciinae. De wetenschappelijke naam van de soort is voor het eerst geldig gepubliceerd in 1943 door Clark.